# Hengshan Road
Hengshan Road (衡山路) is een station van de metro van Shanghai, gelegen in het district Xuhui. Het station werd geopend op 10 april 1995 en is onderdeel van lijn 1. Hengshan Lu ligt binnen de binnenste ringweg van Shanghai.